# Historia entomologii polskiej
Historia entomologii polskiej – historię entomologii w Polsce opisano w opracowaniach dotyczących historii nauk zoologicznych (Brzęk 1955, Fedorowicz 1963), w szczególności historię polskiej entomologii opisał T.B. Hadaś (1998). Nadal jednak historia badań nad owadami oraz zrzeszania się środowiska entomologów w Polsce czeka na pełniejsze opracowanie.

## Początki

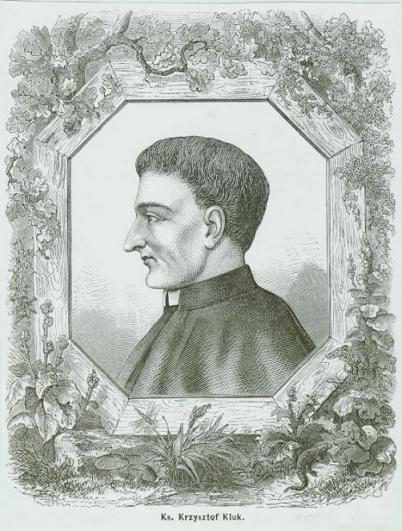
Krzysztof Kluk

Pierwsze polskie prace dotyczące owadów powstały jeszcze przed zaborami. Jednakże intensywniej entomologia rozwijała się w XIX w., gdy Polska jako państwo nie istniała. W konsekwencji znajomość fauny owadów Polski w obecnych granicach jest nie tylko wynikiem działalności entomologów polskich, ale także rosyjskich i niemieckich (Fedorowicz 1963; Burakowski, Mroczkowski, Stafańska 1971, Razowski 1973). Jednocześnie, ze względu na fakt iż Polska niepodległa zajmowała przed II wojną światową inny obszar, wiele badań entomologów polskich dotyczy współczesnych terenów Litwy, Białorusi, Ukrainy (zob. Józef Dziędzielewicz).
Obecny stan wiedzy z zakresu entomologii ogólnej, stosowanej oraz znajomości fauny owadów Polski to wynik działań wielu pokoleń przyrodników, a przede wszystkim entomologów z zawodu oraz zamiłowania. Entomolodzy już w wieku XIX zrzeszali się w różnego rodzaju regionalne i ogólnokrajowe towarzystwa naukowe. Do najbardziej znanych i znaczących należy Polskie Towarzystwo Entomologiczne, zrzeszające osoby zajmujące się owadami dla przyjemności, w wolnym czasie od swych głównych zajęć zawodowych. Te właśnie osoby stworzyły duże i cenne zbiory określonych grup owadów lub wykazały z terenu Polski występowanie nowych lub rzadkich gatunków, wnosząc istotny wkład w obecny stan znajomości fauny owadów Polski. Potwierdzeniem tego może być fakt, iż początki rozwoju entomologii w Polsce w XVII i XVIII w. zawdzięczamy dwóm księżom, dla których przecież obserwacje nad owadami nie były zajęciem zawodowym. Po okresie stagnacji w okresie PRL-u, pod koniec XX w. zauważyć można renesans amatorskich zainteresowań entomologią i powstawanie kolejnych towarzystw regionalnych, skupiających entomologów.
Pierwszą rozprawą dotyczącą występowania owadów na terenie Polski jest wydana w języku łacińskim przez ks. Gabriela Rzączyńskiego Historia naturalis curiosa (Sandomierz – 1621 rok). Natomiast pierwsze drukowane w języku polskim wskazania dotyczące zwalczania szkodliwych owadów znajdujemy w dziele ks. Krzysztofa Kluka, wydanym w 1780 r. pt. Zwierząt domowych i dzikich, osobliwie krajowych, historyi naturalney początki i gospodarstwo, potrzebnych i pożytecznych chowanie, rozmnożenie, chorób leczenie, dzikich łowienie, oswojenie, zażycie, szkodliwych zaś wygubienie. W tomie IV O owadzie i robakach, w rozdziale IV O owadzie szkodliwym roślinom zostały omówione dwie grupy szkodników: Owady szkodliwe ogrodom i sadom oraz Owady szkodliwe rolom i łąkom.

## XIX wiek

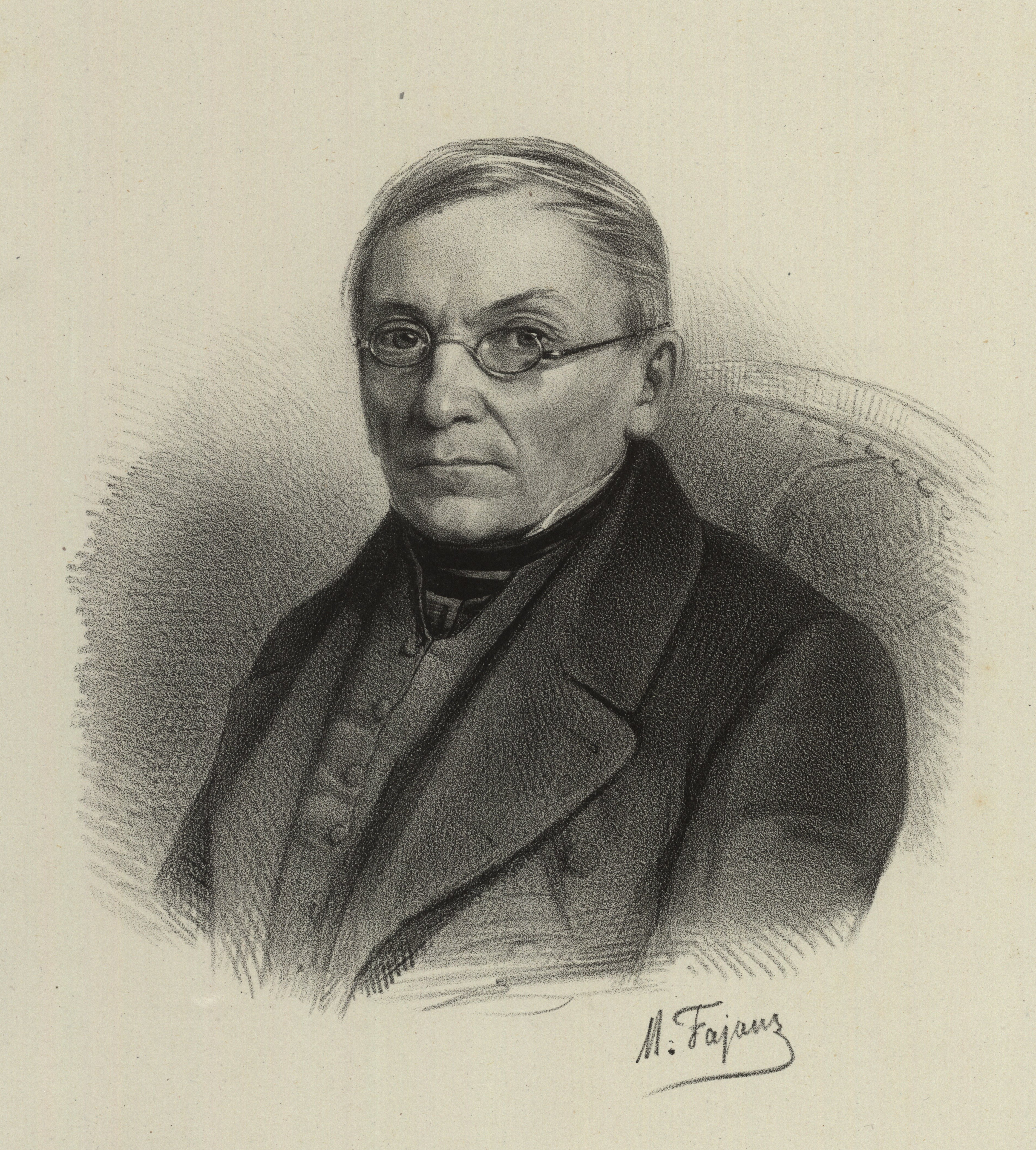
Antoni Waga

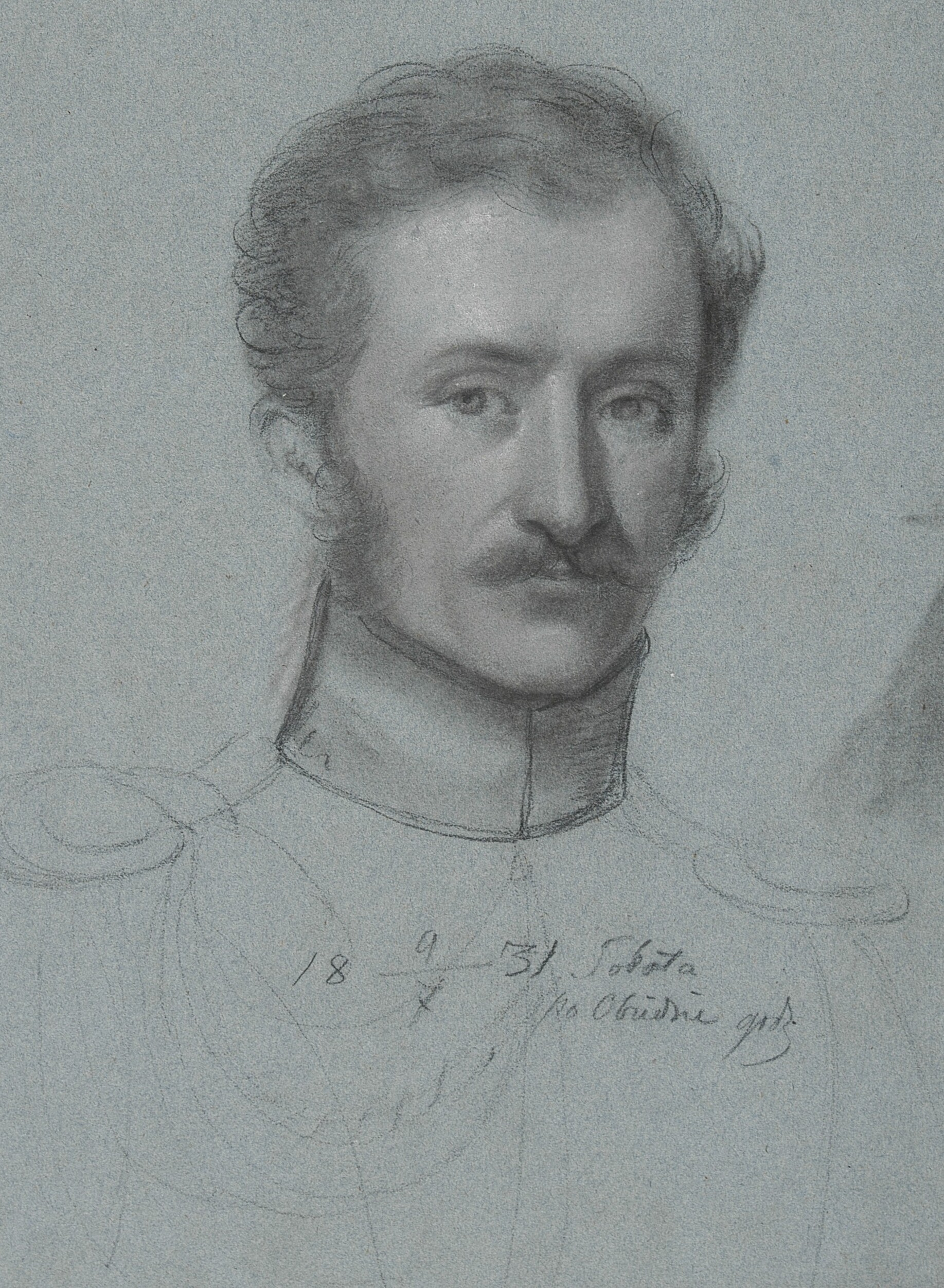
Teofil Żebrawski

Z późniejszych badaczy działających w XIX w. można wymienić Feliksa Pawła Jarockiego, Antoniego Wagę, Gustawa Belkę i Maksymiliana Nowickiego. Za pierwszy w języku polskim specjalistyczny podręcznik entomologii można uznać wydany w 1838 r. przez F. Jarockiego VI tom dziełaZoologija czyli zwierzętopismo ogólne według najnowszego systematu ułożone, zaś z zakresu entomologii stosowanej książkę G. Belki O owadach szkodliwych gospodarstwu wiejskiemu i sposobach ustrzeżenia się od nich lub zmniejszenia ich liczby wydaną w 1861 r. w Żytomierzu.
Za prekursora entomologicznych badań naukowych należy uznać A. Wagę, który w 1847 r. przeprowadził obserwacje nad niezmiarką paskowaną podczas jej masowego pojawu w okolicach Warszawy, a wyniki opublikował we francuskim czasopiśmie naukowym "Revue Zoologique Appliqué". W 1854 r. zorganizował pierwszą wyprawę naukową do Ojcowa. Jej wyniki opublikowane zostały rok później w pracy Sprawozdanie z podróży naturalistów odbytej w r. 1854 do Ojcowa, uważane są za pierwsze polskojęzyczne opracowanie faunistyczne.
Do znacznego rozwoju polskich badań entomologicznych doprowadziła działalność profesora Uniwersytetu Jagiellońskiego – Maksymiliana Nowickiego (1826-1890). Zapoczątkował on prace faunistyczne nad wieloma grupami owadów, a w 1867 r. zorganizował, w ramach Komisji Fizjograficznej Towarzystwa Naukowego i Akademii Umiejętności w Krakowie, system badań w zakresie entomologii stosowanej oraz systematyczną rejestrację występowania szkodników roślin. W wyniku jego starań starostowie otrzymali polecenie meldowania o stanie zagrożenia zbóż przez szkodniki, a akcje tę można uznać za początek państwowej organizacji ochrony roślin. Siła-Nowicki dokonał syntezy zebranych informacji w pracy pt. O szkodach wyrządzonych 1869 r. w plonach polnych przez zwierzęta szkodliwe, oceniając roczne straty w plonach pszenicy i rzepaku w Galicji na 3 miliony złotych, co miało charakter klęski krajowej. Prace swoje publikował także w języku niemieckim, dlatego wyniki jego badań trafiły również do zagranicznych podręczników i były szeroko cytowane za granicą. Z inicjatywy profesora Siły-Nowickiego Krajowy Sejm Galicyjski podjął 28 września 1869 r. uchwałę o utworzeniu urzędu do ochrony roślin. Uchwała ta nie weszła jednak w życie, gdyż sejm nie wydzielił na ten cel żadnych funduszy.
W tym samym okresie w Instytucie Gospodarstwa Wiejskiego i Leśnictwa w Puławach badania entomologiczne prowadził Antonii Karpiński, który wydał w 1877 r. podręcznik pt. Owady szkodliwe w gospodarstwie wiejskim, leśnem i domowem, uzupełniony barwnym kluczem do oznaczania szkodników według uszkodzeń roślin.
Badaniami nad poznaniem składu gatunkowego entomofauny Polski zajmowała się najliczniejsza grupa entomologów działających w XIX i początkach XX w. we wszystkich zaborach. Prace faunistyczne położyły podwaliny pod rozwój entomologii stosowanej. Fryderyk Schille i Jan Stach badali owady bezskrzydłe (apterygota). Józef Dziędzielewicz – siatkoskrzydłe (Neuropteroidea – obecnie wyodrębnione w kilka rzędów, m.in. neuroptera, trichoptera) i ważki (odonata), a Marian Łomnicki położył duże zasługi w badaniach nad prostoskrzydłymi (orthoptera) i innymi grupami owadów (m.in. trichoptera).

## XX wiek

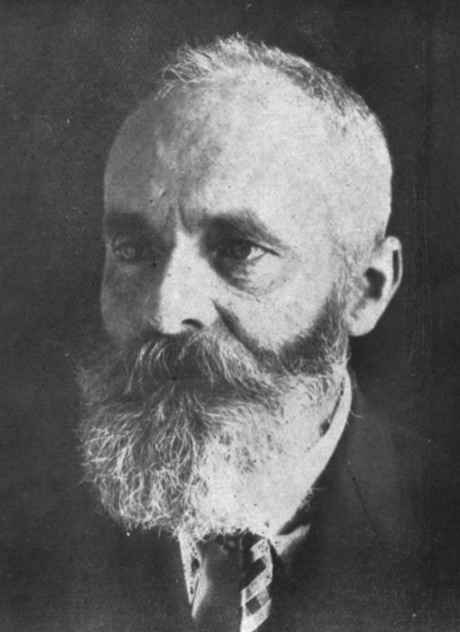
Jarosław Łomnicki

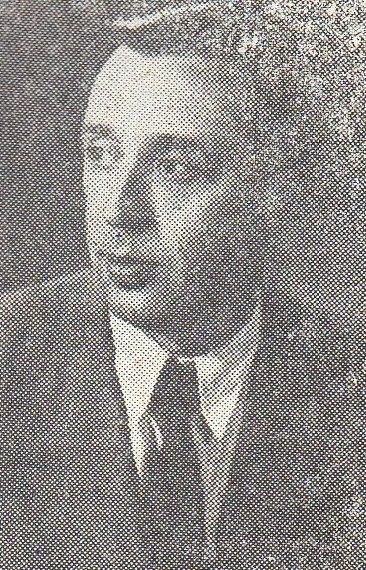
Władysław Węgorek

Ze względu na swoją liczebność jak i wizualną atrakcyjność, dużym zainteresowaniem cieszyły się chrząszcze (Coleoptera). Duży wkład w ich poznanie wnieśli: Nowicki, Łomnicki, Kotula, Stobiecki, Smreczyński, Schille, Tenenbaum, Kinel, Kuntze i wielu innych. Do poznania fauny błonkówek (Hymenoptera) przyczyniły się badania: Radoszkowskiego, Łomnickiego, Torki, Śnieżka, Lubicz-Niezabitowskiego i Noskiewicza. Badania nad motylami (Lepidoptera) prowadzili: Maksymilian Nowicki, Fritz Wachtl, Teofil Żebrawski, Stanisław Klemensiewicz, Ludwik Sitowski, Jan Prüffer, Jan Romaniszyn i Fryderyk Schille, natomiast nad muchówkami (Diptera): Nowicki, Wierzejski, Grzegórzek, Sznabl i Dziedzicki, a pluskwiakami: Łomnicki, Stobiecki, Kotula, Smreczyński, Krasucki i Jakubowski. Podwaliny pod poznanie sieciarek (Neuroptera) i ważek (Odonata) położyli: Majewski, Łomnicki, Dziędzielewicz, Sumiński, Merzeyewski, Wolski, Poliński i Prüffer, natomiast poznaniu prostoskrzydłych (Orthoptera) przysłużyły się prace: Nowickiego, Tenenbauma, Mierzeyewskiego, Kozikowskiego i Federowicza, a przylżeńców (Thysanoptera) badania Schillego.
Wymiernym rezultatem rozwijających się badań entomologicznych była rosnąca liczba gatunków owadów znanych w Polsce. Na przykład w roku 1923 znano 5670 gatunków chrząszczy, w roku 1930 już 6100 gatunków, a obecnie liczba ta wynosi około 7000 gatunków.
Wraz z rosnącym zainteresowaniem badaniami entomologicznymi zaczęły powstawać towarzystwa skupiające entomologów. Za pierwszą taką próbę należy uznać założenie w 1910 r. Łódzkiego Towarzystwa Entomologów, które w latach 1910–12 wydawało pierwsze polskie entomologiczne czasopismo "Entomolog Polski". Owocną okazała się inicjatywa Jarosława Łomnickiego – utworzenie (13 grudnia 1920) Sekcji Entomologicznej przy oddziale lwowskim Polskiego Towarzystwa Przyrodników im. Kopernika, a następnie uchwała (4 grudnia 1922) o przekształceniu Sekcji w Polski Związek Entomologiczny. W wyniku tych działań powstało stowarzyszenie, które od 1965 r. nosi nazwę Polskie Towarzystwo Entomologiczne. Entomolodzy poznańscy utworzyli na początku lat 20. Poznański Związek Entomologiczny, zrzeszony od 1925 r. z Polskim Związkiem Entomologicznym na prawach "członka-korporanta".
Polskie Towarzystwo Entomologiczne udostępniało łamy swych wydawnictw: "Polskie Pismo Entomologiczne" i "Wiadomości Entomologiczne" dla biografii szczególnie zasłużonych entomologów polskich (np. opracowania Janusza A. Czyżewskiego). Wielu wybitnych entomologów za swe zasługi naukowe zostało uhonorowanych członkostwem Polskiej Akademii Umiejętności oraz Polskiej Akademii Nauk, tytułami Doktora Honoris Causa, a także godnością Członków Honorowych PZE i PTEnt.
Biogramy najbardziej zasłużonych entomologów, m.in. A. Wagi, M. Siły-Nowickiego, Z. Mokrzeckiego, J. Stacha, S. Minkiewicza, M. Nunberga, T. Jaczewskiego, W. Węgorka zamieszczono w Wielkiej encyklopedii powszechnej PWN, Polskim słowniku biograficznym oraz Słowniku biologów polskich. Biogramy wielu dawnych i współczesnych entomologów zawarte zostały w Almanachu Entomologów Polski.

## XXI wiek

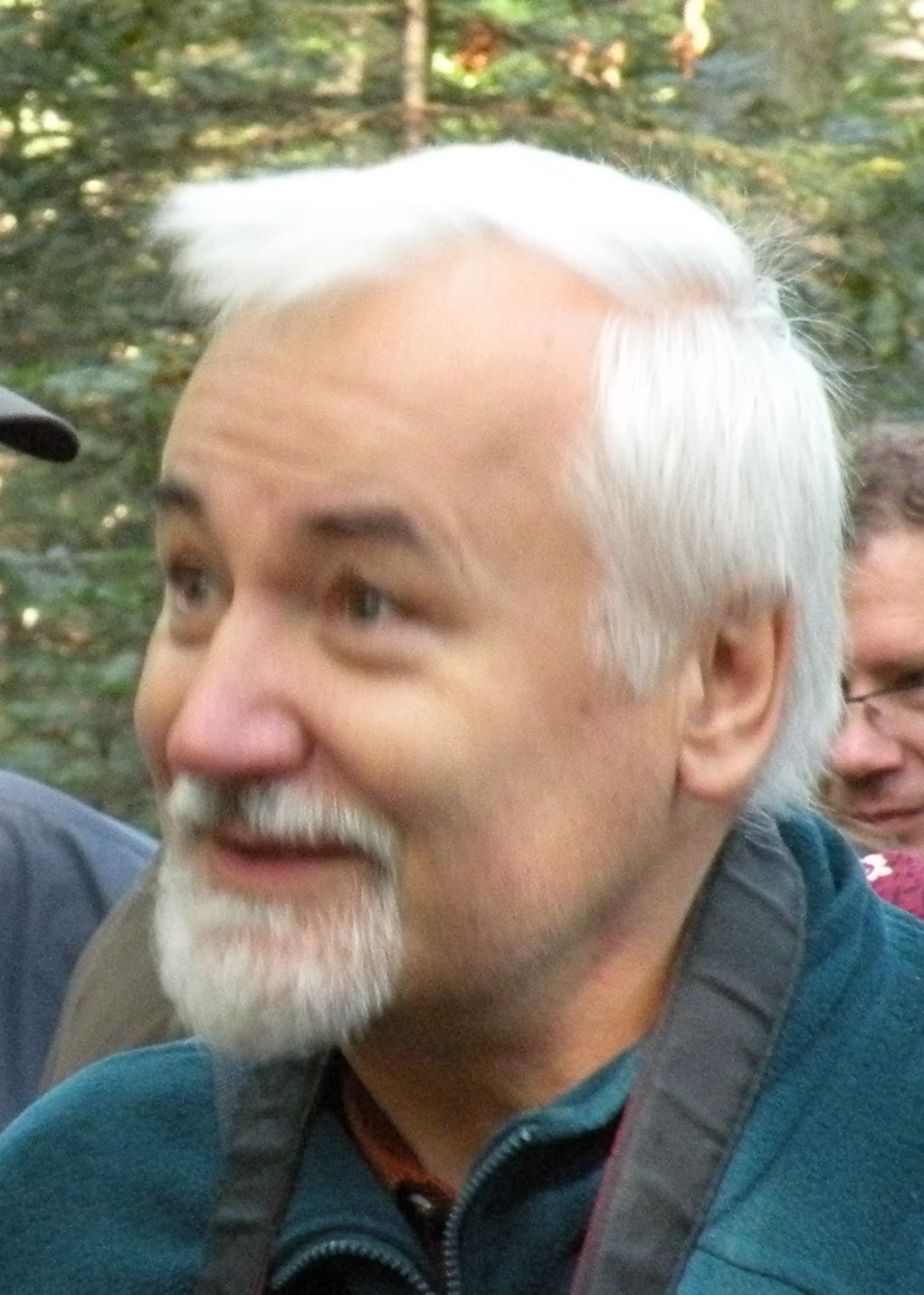
Jarosław Buszko

Obecnie funkcjonuje kilka entomologicznych towarzystw krajowych (PTEnt) i regionalnych (m.in. Śląskie Towarzystwo Entomologiczne), sekcje w innych towarzystwach zoologicznych i przyrodniczych, wydawanych jest kilka pism o różnym zasięgu i różnym profilu wydawniczym (m.in. "Polskie Pismo Entomologiczne", "Wiadomości Entomologiczne", "Notatki Entomologiczne", "Acta Entomologica Silesiana", "Dipteron", "Trichopteron", "Odonatrix").